# 沈美子
沈 美子（朝鮮語: 심 미자、シム・ミジャ、1924年2月24日 - 2008年2月27日）は、元慰安婦、人権擁護者。

## 経歴
日本統治時代の朝鮮・黄海道延白郡（現在の朝鮮民主主義人民共和国黄海南道延安郡）生まれ。1940年3月、些細なことを咎められて警察署に連行され、拷問を受けた。はじめ福岡、2年後からは神戸・大阪の慰安所に連れて行かれ、軍人相手の性行為を強要された。慰安所では梅毒に罹患させられ、一度も金銭や軍票を与えられなかった。1945年の日本の敗戦後、工場に勤務し、1952年頃帰国した。
1990年、月刊誌のインタビューの中で元慰安婦であることを公表した。1991年10月、韓国文化放送（MBC）ラジオで、従軍慰安婦問題について日本軍の関与はなかったと日本国政府が主張しているとのニュースを聴き、すぐに放送局に電話で抗議した。同年12月、他の元慰安婦らとともに日本国政府を相手に補償を求めて提訴（アジア太平洋戦争韓国人犠牲者補償請求事件）。請求は棄却されたものの、前述の慰安所での強要の状態などは事実認定され、2004年11月の最高裁判所判決で確定した。

### 世界平和ムクゲの会・挺対協批判
当初から韓国挺身隊問題対策協議会（挺対協、現在の日本軍性奴隷制問題解決のための正義記憶連帯）で活動してきたが、1994年5月挺対協から離れた。2004年1月、元慰安婦被害者33人による「世界平和ムクゲの会」の代表として、挺対協について被害者支援の名目で自分たちの利益を図っている等と批判する声明を発表した。同年3月13日、沈ら元慰安婦13人は、挺対協とナヌムの家による募金活動や水曜集会を禁止することを求め、仮処分を申し立てたが、棄却された。
挺対協は「沈美子は挺対協の慰安婦運動からは排除されている」として、「沈美子は元慰安婦ではない」と主張している。